# Josef Tošovský

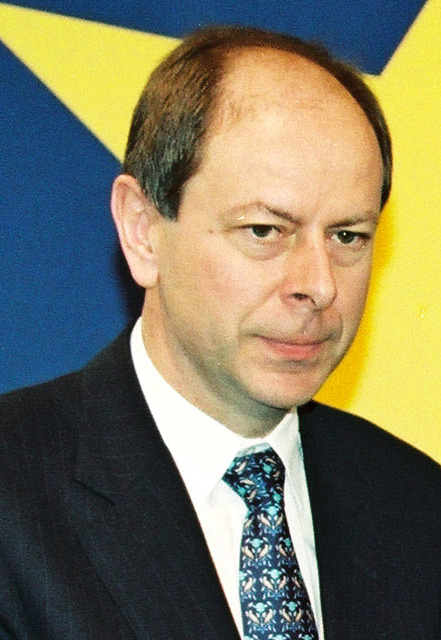
Josef Tošovský, 1998

Josef Tošovský (* 28. September 1950 in Náchod) ist ein tschechischer Bankier und Politiker.
Tošovský studierte von 1968 bis 1973 Außenhandel an der Wirtschaftsuniversität Prag und trat dann in die Dienste der Tschechoslowakischen Staatsbank. 1977 machte er ein Praktikum in Großbritannien, 1980 in Frankreich. Von 1984 bis 1985 war er in der Londoner Filiale der Živnostenská banka tätig, 1989 wurde er deren stellvertretender Leiter. Von 1976 bis 1989 war er Mitglied der Kommunistischen Partei der Tschechoslowakei.
Im Dezember 1989 wurde er nach Prag zurückgerufen und zum Präsidenten der Tschechoslowakischen Staatsbank ernannt. Ab dem 20. Januar 1993 war er Gouverneur der Tschechischen Staatsbank.
Nach dem Sturz der Regierung Václav Klaus II am 30. Oktober 1997 beauftragte ihn Präsident Václav Havel am 17. Dezember 1997 mit der Regierungsbildung. Vom 2. Januar 1998 bis zum 17. Juli 1998 leitete er die überparteiliche Regierung Regierung Josef Tošovský. Am 22. Juli 1998 übernahm er wieder die Leitung der Tschechischen Nationalbank.
Am 30. November 2000 trat Tošovský von diesem Amt zurück und arbeitet seitdem beim Institut für Finanzstabilität (FSI), einer Unterabteilung der Bank für Internationalen Zahlungsausgleich mit Sitz in Basel.
1994 wurde er zum European Manager of the Year gewählt, 1995 zum European Banker of the Year.